# نلی جی بنکس
نلی جی بنکس (به انگلیسی: Nellie J. Banks) یک کشتی بود که طول آن 57 feet 3 tenths بود. این کشتی در سال ۱۹۳۷ ساخته شد.